# Pierszy nacyjanalny kanał biełaruskaha radyjo
Pierszy nacyjanalny kanał biełaruskaha radyjo – białoruska stacja radiowa, pierwszy program publicznego radia białoruskiego. Stacja powstała 1 listopada 1925.